# Extracción de dióxido de carbono

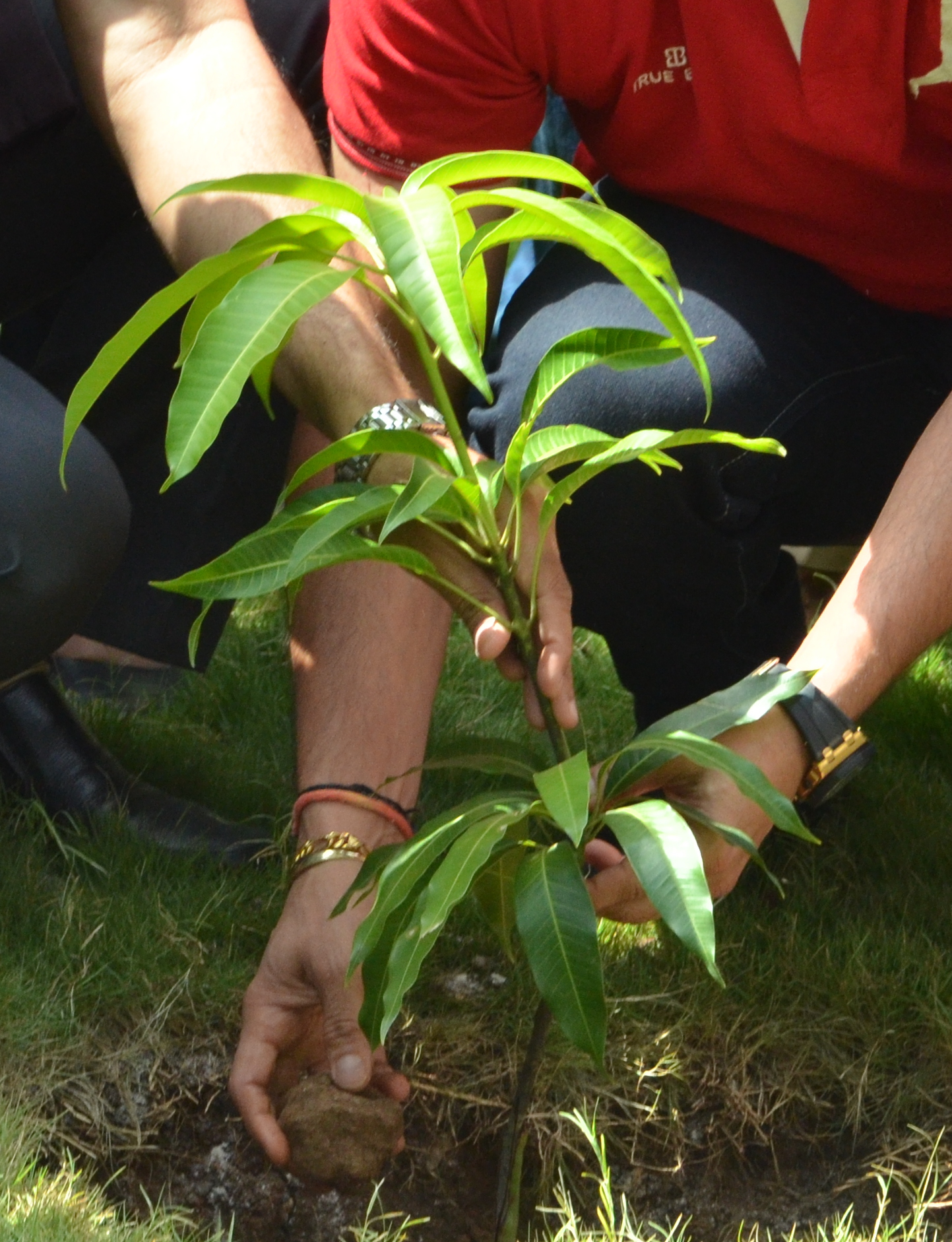
Plantar árboles es un medio para extraer dióxido de carbono de la atmósfera.

La extracción de dióxido de carbono (CDR por las siglas en inglés de carbon dioxide removal), también conocida como emisiones negativas de CO2, es un proceso en el que se saca dióxido de carbono (CO2) de la atmósfera y se secuestra durante largos períodos de tiempo. De manera similar, la extracción de gases de efecto invernadero (GGR por sus siglas en inglés) o emisiones negativas de gases de efecto invernadero es la toma deliberada de gases de efecto invernadero (GEI) de la atmósfera, es decir, además de la extracción que ocurriría a través del ciclo natural del carbono o procesos químicos atmosféricos. 
A veces se traduce removal por eliminación, pero eliminar el CO2 de la atmósfera (se entiende que todo, como prácticamente se elimina todo el azufre en el petróleo) no es posible, y si lo fuera no se debería hacer, porque se morirían todas las plantas de la Tierra. Lo que debe hacerse es reducir su actual nivel (418 partes por millón, ppm, el 15 de agosto de 2022) al nivel considerado seguro, 350 ppm.
En la Wikipedia inglesa existen las páginas Carbon dioxide removal, dedicada a la extracción de CO2 de la atmósfera, de la que esta página Extracción de dióxido de carbono es traducción, y Carbon sequestration, dedicada al almacenamiento del CO2 extraído, que está traducida en Secuestro de carbono. Pero en la práctica ambas páginas tienen numerosos contenidos comunes, porque cada método de extracción conlleva un método de almacenamiento.  
En el contexto de los objetivos de emisiones GEI nulas (neutralidad de carbono), la CDR se integra en la política climática como un nuevo elemento de las estrategias de mitigación del cambio climático. La CDR y la GGR también se conocen como tecnologías de emisiones negativas (NET por sus siglas en inglés) y, para conseguir emisiones netas cero, pueden ser más económicas (depende del caso) que prevenir algunas emisiones agrícolas de gases de efecto invernadero.
Los métodos CDR incluyen forestación, prácticas agrícolas que secuestran carbono en los suelos, aprovechamiento de la biomasa con captura y almacenamiento del dióxido de carbono, fertilización oceánica, meteorización mejorada y captura directa del aire combinada con almacenamiento. Para evaluar si un proceso en particular logra emisiones negativas netas, se debe realizar un análisis completo de su ciclo de vida.
Un informe de consenso de 2019 de las Academias Nacionales de Ciencias, Ingeniería y Medicina de EE. UU. (NASEM por sus siglas en inglés) concluyó que con los métodos de CDR existentes a escalas que pueden implementarse de manera segura y económica, se pueden extraer anualmente de la atmósfera hasta 10 gigatoneladas (miles de millones de toneladas) de dióxido de carbono. En 2021 se emitieron a la atmósfera 39,3 gigatoneladas de CO2. La utilización descrita de CDR extraería alrededor de la cuarta parte de esas emisiones, aunque no resolvería la emergencia climática, para lo cual es necesario que las emisiones netas sean 0 y que se extraiga suficiente CO2 de la atmósfera como para volver al nivel seguro de 350 ppm.
En 2021, el Grupo Intergubernamental de Expertos sobre el Cambio Climático (IPCC por sus siglas en inglés) dijo que los calendarios que limitan el aumento de la temperatura media mundial a 1,5 °C o 2 °C para el año 2100 suponen el uso de enfoques CDR en combinación con reducciones de emisiones.

## Definiciones
El IPCC  define la CDR como:

Actividades antropogénicas que extraen CO2 de la atmósfera y lo almacenan durablemente en reservorios geológicos, terrestres u oceánicos, o en productos. Incluye la actual potenciación antropogénica de sumideros de carbono biológicos y geoquímicos, y la captura directa del aire con almacenamiento, pero excluye la toma natural de CO2 no causada directamente por actividades humanas.

Las Academias Nacionales de Ciencias, Ingeniería y Medicina con sede en EE. UU. utilizan el término "tecnología de emisiones negativas" con una definición similar.
El concepto de reducir deliberadamente la cantidad de CO2 en la atmósfera a menudo se clasifica erróneamente con la gestión de la radiación solar como una forma de ingeniería climática, que se considera intrínsecamente arriesgada. Pero en realidad la CDR aborda la causa raíz del cambio climático y es parte de las estrategias para reducir las emisiones netas y gestionar los riesgos relacionados con los niveles elevados de CO2 atmosférico.

### Conceptos que usan terminología similar
La CDR se puede confundir con la captura y almacenamiento de carbono (CCS por sus siglas en inglés), un proceso en el que el dióxido de carbono se toma de fuentes puntuales, como las centrales eléctricas de ciclo combinado de gas natural, cuyas chimeneas emiten gases de escape con una alta concentración de CO2. A continuación, el CO2 se comprime, y se secuestra (generalmente almacenándolo bajo tierra) o utiliza (para combustibles sintéticos, carbonatar bebidas, etc.). La diferencia consiste en que la CCS reduce las emisiones GEI de una fuente puntual, pero no reduce la cantidad de dióxido de carbono que ya está en la atmósfera, mientras que la CDR sí.

## Potencial para la mitigación del cambio climático
La probable necesidad de emplear la CDR a gran escala para luchar contra el calentamiento mundial ha sido expresada públicamente por numerosas personas y organizaciones involucradas en cuestiones de cambio climático, como el jefe del Grupo Intergubernamental de Expertos sobre el Cambio Climático, el Dr. Hoesung Lee; la secretaria ejecutiva de la CMNUCC, Christiana Figueres; o el Instituto de Vigilancia Mundial. Las instituciones con programas importantes que se centran en la CDR incluyen el Centro Lenfest para la Energía Sostenible en el Instituto de la Tierra, Universidad de Columbia, y el Centro de Toma de Decisiones Climáticas, una colaboración internacional operada desde el Departamento de Ingeniería y Políticas Públicas de la Universidad Carnegie-Mellon.
Es probable que añadir la CDR a otros esfuerzos para reducir las emisiones GEI, como el despliegue de energía renovable, resulte menos costoso y disruptivo que esos esfuerzos aislados. En el análisis del IPCC de 2018 sobre formas de limitar el cambio climático, todos los calendarios de mitigación que evitarían más de 1,5 °C de calentamiento incluían medidas CDR.
Algunos calendarios de mitigación proponen lograr tasas más altas de CDR mediante el despliegue masivo de una tecnología; sin embargo, estas rutas asumen que cientos de millones de hectáreas de tierras de cultivo se convierten en cultivos para biocarburantes. La investigación adicional en las áreas de captura directa del aire, secuestro geológico de dióxido de carbono y mineralización de dióxido de carbono podría generar avances tecnológicos que hagan que mayores cantidades de CDR sean más baratas. Aunque la decisión de luchar contra el cambio climático no es técnica, sino política. Técnicamente, como los daños que causaría se estiman en 2,5 veces el coste de luchar eficazmente contra él, se debe hacer por todos los medios; políticamente, como las medidas necesarias generan descontento social (ejemploː movimiento de los chalecos amarillos en Francia), se arrastran los pies.
El informe del IPCC de 2018 dijo que depender solamente (sin reducir las emisiones) del despliegue a gran escala de CDR sería un «riesgo importante» para lograr el objetivo de menos de 1,5 °C de calentamiento, dadas las incertidumbres sobre la rapidez con la que se puede implementar la CDR a gran escala. Las estrategias para mitigar el cambio climático que se basan menos en CDR y más en el uso sostenible de la energía suponen un menor riesgo de este tipo. La posibilidad de un futuro despliegue de CDR a gran escala se ha descrito como un riesgo moral, ya que podría conducir a una reducción de los esfuerzos a corto plazo para mitigar el cambio climático. El informe NASEM de 2019 concluye:

Cualquier argumento para retrasar los esfuerzos de reducción de emisiones basado en que las tecnologías de emisiones negativas proporcionarán un tope de seguridad no tiene para nada en cuenta sus actuales capacidades ni el probable progreso de la investigación.

Simplificando mucho, el problema se puede visualizar como una piscina. Por un lado entra el fluido de las emisiones anuales (39,3 gigatoneladas de CO2 en 2021), lo que hace aumentar el nivel de CO2 en la atmósfera (418 ppm, el 15 de agosto de 2022). Hay que bajarlo a 350 ppm, y eso exige, no solo bajar las emisiones a cero en 2050 (lo que no está en absoluto garantizado que se consiga), sino además retirar mediante CDR todas las gigatoneladas en exceso que se habrían acumulado hasta entonces (unas 3 000, estimando una media de 30 gigatoneladas anuales de 1950 a 2050).

## Métodos

### Forestación, reforestación y gestión forestal
Según la Unión Internacional para la Conservación de la Naturaleza: «Detener la pérdida y la degradación de los sistemas naturales, y promover su restauración tienen el potencial de contribuir con más de un tercio de la reducción neta de emisiones GEI que los científicos dicen que se requiere para 2030».
Los bosques son vitales para la sociedad humana, los animales y las especies vegetales. Esto se debe a que los árboles mantienen el aire limpio, regulan el clima local, proporcionan un hábitat para numerosas especies y permiten el aprovisionamiento de agua potable. Los árboles y las plantas vuelven a convertir el dióxido de carbono en oxígeno mediante la fotosíntesis, atrapando el carbono (C). Son importantes para regular los niveles de CO2 en el aire, ya que lo toman y lo almacenan. Sin ellos, la atmósfera se calentaría rápidamente y el clima se desestabilizaría.
Se está considerando un mayor uso de la madera en la construcción.

### Secuestro de carbono
El secuestro de dióxido de carbono es el proceso de almacenarlo de forma segura y permanente. Se pueden usar acuíferos salinos, agua oceánica profunda, yacimientos de petróleo o de gas agotados, otros sumideros de carbono, empleo de biomasa con secuestro de CO2, carbón vegetal, meteorización mejorada de rocas, y captura directa del aire combinada con almacenamiento.
Los bosques, las praderas de kelp y otras plantas, al crecer, absorben el CO2 del aire, e incorporan el C (carbono) en su biomasa de moléculas orgánicas, liberando parte del O2 (oxígeno). Sin embargo, estos almacenes biológicos son considerados sumideros de carbono volátiles, porque no se puede garantizar que ese C en sus moléculas no se queme o se pudra, y vuelva a la atmósfera en forma de CO2.

#### Biosecuestro
El secuestro biológico es la captura y el almacenamiento del dióxido de carbono atmosférico mediante procesos biológicos. Esta forma de secuestro de carbono ocurre a través de mayores tasas de fotosíntesis mediante usos del suelo como la reforestación, la gestión forestal sostenible o la ingeniería genética. La iniciativa SALK Harnessing Plants dirigida por Joanne Chory es un ejemplo de fotosíntesis mejorada.

#### Prácticas agrícolas
La agricultura de carbono o cultivo de carbono (carbon farming) es el nombre que se ha puesto a varias técnicas agrícolas que tienen el propósito de pasar más dióxido de carbono del aire al suelo, a las raíces de las plantas, su madera o sus hojas. Aumentar el contenido en materia orgánica del suelo puede favorecer el crecimiento de las plantas, incrementar su contenido en carbono, mejorar la retención de agua en el suelo y reducir la utilización de abonos. En 2016 ya se practicaban diversas formas de agricultura de carbono en centenares de millones de hectáreas del mundo, de los casi 5 millardos de hectáreas que hay cultivadas.
Además de las actividades agrícolas, la gestión forestal es otra herramienta de la agricultura de carbono. Esta agricultura la practican a menudo propietarios individuales de tierras a los que se da un incentivo para emplear métodos que captan más CO2 de la atmósfera.
Los usos del suelo que favorecen la agricultura de carbono son plantar o restaurar árboles, mezclar con la tierra carbón vegetal producido con biomasa transformada anaeróbicamente y restaurar humedales (como marismas o turberas).
La agricultura de carbono es un componente de la agricultura climáticamente inteligente (o agricultura resiliente al clima).

#### Restauración de humedales
El denominado "carbono azul" es la extracción del dióxido de carbono de la atmósfera por los ecosistemas costeros y oceánicos, principalmente por algas, praderas marinas, macroalgas, manglares, marismas y otras plantas en humedales costeros. Esto ocurre al crecer las plantas y por la acumulación y enterramiento de materia orgánica en el suelo.
Como los océanos cubren el 70 % del planeta, la restauración de los ecosistemas oceánicos tiene el mayor potencial de carbono azul. La investigación está en marcha, pero en algunos casos se ha encontrado que esos ecosistemas toman de la atmósfera mucho más CO2 que los bosques terrestres, y lo almacenan durante milenios.

#### Biomasa con captura y almacenamiento de carbono
La bioenergía con captura y almacenamiento de carbono (BECCS por sus siglas en inglés) es el proceso de extraer bioenergía de la biomasa y capturar y almacenar el dióxido de carbono. Las moléculas orgánicas de la biomasa se componen principalmente de carbono (C), que las plantas que forman la biomasa han extraído del CO2 de la atmósfera mediante fotosíntesis, reduciendo así la cantidad de CO2 en el aire. Al quemar u oxidar esas moléculas para aprovechar su energía, se convierten en CO2 o en biocarbón, que entonces, respectivamente, puede ser almacenado en trampas geológicas o esparcido en cultivos.
El Quinto Informe de Evaluación del IPCC (Panel Intergubernamental sobre Cambio Climático por sus siglas en inglés) sugiere un rango potencial de emisiones negativas por BECCS de 0 a 22 gigatoneladas (miles de millones de toneladas) anuales (en 2021 se emitieron a la atmósfera 39,3 gigatoneladas de CO2). En 2019 utilizaban BECCS 5 instalaciones en el mundo, y capturaban 1,5 millones de toneladas.

#### Biocarbón
El biocarbón (el carbón vegetal de toda la vida, con el que se hacían los carboncillos de dibujo) se produce mediante la pirólisis de la biomasa, y se está investigando como método de secuestro de carbono. La pirólisis consiste en calentar biomasa a alta temperatura en un ambiente con bajos niveles de oxígeno. Lo que queda es carbón vegetal, que cuando se utiliza para mejorar las propiedades del suelo agrícola se conoce como biochar. Su elaboración con maquinaria moderna es sostenible y no produce emisiones de efecto invernadero. La biomasa es materia orgánica producida por organismos vivos, más comúnmente plantas. Un estudio del Centro de Investigación de Biocarbón del Reino Unido ha declarado que, siendo conservadores, el biocarbón puede retirar anualmente de la atmósfera 1 gigatonelada de dióxido de carbono. Con un mayor esfuerzo en la comercialización y aceptación del biocarbón, esta cifra podría subir de 5 a 9 gigatoneladas anuales. 

#### Meteorización mejorada
La meteorización mejorada es un enfoque químico para reducir el dióxido de carbono en la atmósfera que involucra técnicas terrestres u oceánicas. Un ejemplo de técnica terrestre es la carbonatación in situ de silicatos. La roca ultramáfica, por ejemplo, tiene el potencial de almacenar de cientos a miles de años de emisiones de CO2, según las estimaciones.
Las técnicas oceánicas implican un aumento de la alcalinidad del agua (el CO2 disuelto en agua forma ácido carbónico, H2CO3, que acidifica —vuelve más ácida— el agua y la hace dañina para muchos organismos marinos, especialmente los corales, a los que disuelve) dispersando compuestos molidos como olivino, piedra caliza, silicatos o hidróxido de calcio. Un ejemplo de un proyecto de investigación sobre la viabilidad de la meteorización mejorada es el proyecto CarbFix en Islandia.
Debido a que la atmósfera está en contacto con los océanos, si aumenta el CO2 en el aire, parte pasa a los océanos, y los acidifica. Paralelamente, si se consiguiera retirar parte de ese CO2 oceánico, por equilibrio de gases disueltos, otra parte del CO2 atmosférico pasaría al océano. De modo que reducir el CO2 del océano es una forma de reducirlo también en la atmósfera.

#### Captura directa del aire

La Agencia Internacional de la Energía informó un crecimiento en la capacidad operativa mundial de captura directa del aire.

La captura directa del aire (DAC por sus siglas en inglés) es un proceso de toma de dióxido de carbono (CO2) directamente del aire ambiental (a diferencia de la extracción de fuentes puntuales, como una fábrica de cemento o una central eléctrica de biomasa) y generación de un flujo concentrado de CO2 para secuestro, o producción de combustible, u otra utilización. El aire ambiente contiene de manera natural una pequeña cantidad de CO2 (alrededor de un 0,04 %). Se puede captar ese CO2 poniendo al aire en contacto con medios químicos, generalmente un solvente acuoso alcalino o adsorbentes. Luego, mediante la aplicación de energía (es decir, calor) se hace que esos medios químicos desprendan el CO2, que puede someterse a deshidratación y compresión para su adecuado manejo, al mismo tiempo que los medios químicos se regeneran para su reutilización.
La DAC fue sugerida en 1999 por Klaus S. Lackner y todavía está en desarrollo. Varias plantas comerciales están planificadas o en funcionamiento en Europa y EE. UU. La implementación de la DAC a gran escala puede acelerarse si se conecta con aplicaciones económicas o incentivos políticos.
La DAC no es una alternativa a la captura y almacenamiento de carbono (CCS por sus siglas en inglés) de fuente puntual, porque es mucho más cara (cuando ni siquiera la CCS es económica ni está exenta de problemas), pero puede usarse para compensar emisiones de fuentes distribuidas, como lanzamientos de cohetes. Cuando se combina con el almacenamiento a largo plazo del CO2, la DAC se denomina "captura directa del dióxido de carbono atmosférico y almacenamiento" (DACCS o DACS por sus siglas en inglés). La DACCS puede actuar como un mecanismo de eliminación de dióxido de carbono, aunque en 2022 sigue sin alcanzar la rentabilidadː el coste de retirar del aire mediante DACCS una tonelada de dióxido de carbono es varias veces el precio de las emisiones. Además hay otro problemaː el almacenamiento geológico del CO2 retirado de la atmósfera. Los emplazamientos geológicos deben cumplir unas características muy restrictivas, resultan caros, pueden provocar terremotos y existe temor, dicen los técnicos que infundado, a que se produzcan escapes.

### Adición de silicatos u óxido de magnesio al cemento
La sustitución de los carbonatos en el cemento permite la posible absorción de dióxido de carbono durante el ciclo de vida del hormigón. Sin embargo, las cantidades que se absorben en cada fase del ciclo de vida aún no se comprenden completamente.

## Cuestiones económicas
El coste de la extracción de dióxido de carbono (CDR por sus siglas en inglés) difiere sustancialmente según la madurez de la tecnología empleada, así como la economía de los mercados de eliminación voluntaria de carbono y la producción física; por ejemplo, la pirólisis de biomasa produce biocarbón, que tiene diversas aplicaciones comerciales, incluida la regeneración de suelos y el tratamiento de aguas residuales.
En 2021, el coste de la captura directa del aire (DAC por sus siglas en inglés) oscilaba entre 250 y 600 dólares estadounidenses ($) por tonelada de dióxido de carbono retirado de la atmósfera, mientras que retirarla con biocarbón solo costaba 100 $, y hacerlo con soluciones basadas en la naturaleza, como la reforestación o la forestación, menos de 50 $.
El biocarbón tiene un precio más alto que las soluciones basadas en la naturaleza porque es un sumidero más duradero, que quita el CO2 de la atmósfera durante cientos o incluso miles de años, mientras que las soluciones basadas en la naturaleza presentan riesgos de incendios forestales, plagas, presiones económicas y prioridades políticas cambiantes. Los Principios de Oxford para la compensación de carbono alineada con el cero neto establecen que, para ser compatibles con el Acuerdo de París, «... las organizaciones deben comprometerse a aumentar gradualmente el porcentaje de compensaciones con extracción que adquieren con el objetivo de alcanzar el 100 % para mediados del siglo» Hay varios tipos de compensaciones de carbono. Unos son de reducción de emisiones GEI (por ejemplo la sustitución de una central eléctrica de carbón por un parque eólico) y otros, de extracción de dióxido de carbono de la atmósfera (por ejemplo la restauración de bosques). Estas iniciativas, junto con el desarrollo de nuevos estándares de la industria para la eliminación de carbono diseñada, como el Estándar Puro (nombre propio que, en inglés, usa la forma en español de la palabra, que en inglés sería Pure), ayudarán a respaldar el crecimiento del mercado de extracción de dióxido de carbono.
Se pueden utilizar bosques para crear bonos de carbono (también llamados créditos de carbono), que a menudo implican el uso de sistemas analíticos geoespaciales para calcular las compensaciones de carbono mediante la conservación de un área forestal o una iniciativa de reforestación. REDD+ es un ejemplo de iniciativa de créditos de carbono. Las personas y las empresas pueden comprar créditos de carbono a través de minoristas verificados como ACT4.
En 2021, el empresario Elon Musk anunció que donaría 100 millones de dólares para un premio a la mejor tecnología de captura de carbono.
Aunque la CDR no está cubierta por la asignación de la UE a partir de 2021, la Comisión Europea se está preparando para la certificación de la extracción de dióxido de carbono, y está considerando contratos de carbono por diferencia. También podría agregarse en el futuro la CDR al Esquema de Comercio de Emisiones del Reino Unido. A finales de 2021, los precios del CO2 para estos 2 esquemas de comercio de derechos de emisión, que actualmente se basan en reducciones de emisiones GEI, a diferencia de las extracciones del CO2, se mantuvieron por debajo de 100 $ por tonelada.
En abril de 2022, una alianza del sector privado liderada por Stripe, con miembros destacados como Meta, Google y Shopify, reveló un fondo de casi mil millones de dólares para recompensar a las empresas capaces de capturar y almacenar carbono de forma permanente. Según el empleado sénior de Stripe, Nan Ransohoff, el nuevo fondo «es aproximadamente 30 veces el mercado de extracción de CO2 que existía en 2021. Pero todavía es 1 000 veces menor que el mercado que necesitamos para 2050».

## Extracción de otros gases de efecto invernadero
Los principales GEI en la atmósfera terrestre son el vapor de agua (H2O, que no se puede reducir), el dióxido de carbono (CO2), el metano (CH4), el óxido nitroso (N2O) y el ozono (O3, que tampoco se puede reducir, porque nos protege de la radiación solar dañina). Aunque algunos investigadores han sugerido métodos para reducir la cantidad de metano en la atmósfera (también hay en marcha programas para reducir las emisiones de metano), otros dicen que el óxido nitroso sería un mejor tema de investigación, debido a su mayor tiempo de vida en la atmósfera.